# Shannonomyia (Shannonomyia) aenigmatica
Shannonomyia (Shannonomyia) aenigmatica is een tweevleugelige uit de familie steltmuggen (Limoniidae). De soort komt voor in het Neotropisch gebied.